# Super League 1998
La Super League de 1998 fue la 104.ª temporada del rugby league de Inglaterra y la tercera edición con la denominación de Super League, es el torneo de rugby league más importante de Inglaterra.

## Formato
Los equipos se enfrentaron en formato de todos contra todos, los primeros cinco clasificados disputaron la postemporada.
Se otorgaron 2 puntos por cada victoria, 1 por el empate y 0 por la derrota.

## Desarrollo

### Tabla de posiciones
| Pos. | Equipo              | Encuentros | Encuentros | Encuentros | Encuentros | Tantos | Tantos | Tantos | Puntos |
| Pos. | Equipo              | PJ         | PG         | PE         | PP         | F      | C      | Dif.   | Puntos |
| ---- | ------------------- | ---------- | ---------- | ---------- | ---------- | ------ | ------ | ------ | ------ |
| 1    | Wigan Warriors      | 23         | 21         | 0          | 2          | 762    | 222    | +540   | 42     |
| 2    | Leeds Rhinos        | 23         | 19         | 0          | 4          | 662    | 369    | +293   | 38     |
| 3    | Halifax Blue Sox    | 23         | 18         | 0          | 5          | 658    | 390    | +268   | 36     |
| 4    | St. Helens          | 23         | 14         | 1          | 8          | 673    | 459    | +214   | 29     |
| 5    | Bradford Bulls      | 23         | 12         | 0          | 11         | 498    | 450    | +48    | 24     |
| 6    | Castleford Tigers   | 23         | 10         | 1          | 12         | 446    | 522    | -76    | 21     |
| 7    | London Broncos      | 23         | 10         | 0          | 13         | 415    | 476    | -61    | 20     |
| 8    | Sheffield Eagles    | 23         | 8          | 2          | 13         | 495    | 541    | -46    | 18     |
| 9    | Hull Sharks         | 23         | 8          | 0          | 15         | 421    | 574    | -153   | 16     |
| 10   | Warrington Wolves   | 23         | 7          | 1          | 15         | 411    | 645    | -234   | 15     |
| 11   | Salford Reds        | 23         | 6          | 1          | 16         | 319    | 575    | -256   | 13     |
| 12   | Huddersfield Giants | 23         | 2          | 0          | 21         | 288    | 825    | -537   | 4      |

|  | Clasificados a postemporada. |

### Postemporada

#### Final de eliminación
| 2 de octubre | St Helens RFC | 46 - 24 | Bradford Bulls |  |  |

#### Final de clasificación
| 4 de octubre | Leeds Rhinos | 13 - 6 | Halifax Blue Sox |  |  |

#### Semifinales
| 11 de octubre | Wigan Warriors | 17 - 4 | Leeds Rhinos |  |  |

| 9 de octubre | Halifax Blue Sox | 30 - 37 | St Helens RFC |  |  |

#### Final preliminar
| 18 de octubre | Leeds Rhinos | 44 - 16 | St Helens RFC |  |  |

#### Final
| 24 de octubre | Wigan Warriors | 10 - 4 | Leeds Rhinos | Old Trafford, Mánchester        |  |
|               |                |        |              | Asistencia: 43.533 espectadores |  |

| Bandera de Inglaterra  |
| Campeón Wigan Warriors |
| Décimo octavo título   |